# Harry Sterner
Harry Edvin Filip Sterner, född den 11 juli 1904 i Skirö församling, Jönköpings län, död den 6 september 1987 i Nye församling, Jönköpings län, var en svensk ämbetsman.
Sterner avlade studentexamen i Lund 1922 och juris kandidatexamen vid Uppsala universitet 1927. Efter tingstjänstgöring tjänstgjorde han i kammarrätten 1930–1937. Sterner var föredragande i regeringsrätten för finansdepartementet 1937–1943, kammarrättsråd 1945–1949 (extra ordinarie från 1943), kansliråd i finansdepartementet 1950–1957 och landskamrerare i Jönköpings län 1957–1968. Han publicerade Omsättningsskatten (1940), Skattehandbok (tillsammans med andra, 1948), Taxering av fastighet (tillsammans med andra, 1952), Konjunkturskatten (tillsammans med andra, 1952), Taxation in Sweden (tillsammans med andra, 1959), Öppen resultatutjämning vid inkomstbeskattningen (tillsammans med andra, 1960). Sterner var redaktör för Svensk skattetidning 1944–1957. Han blev riddare av Nordstjärneorden 1947 och kommendör av samma orden 1963.